# Dorfkirche Hohen Pritz

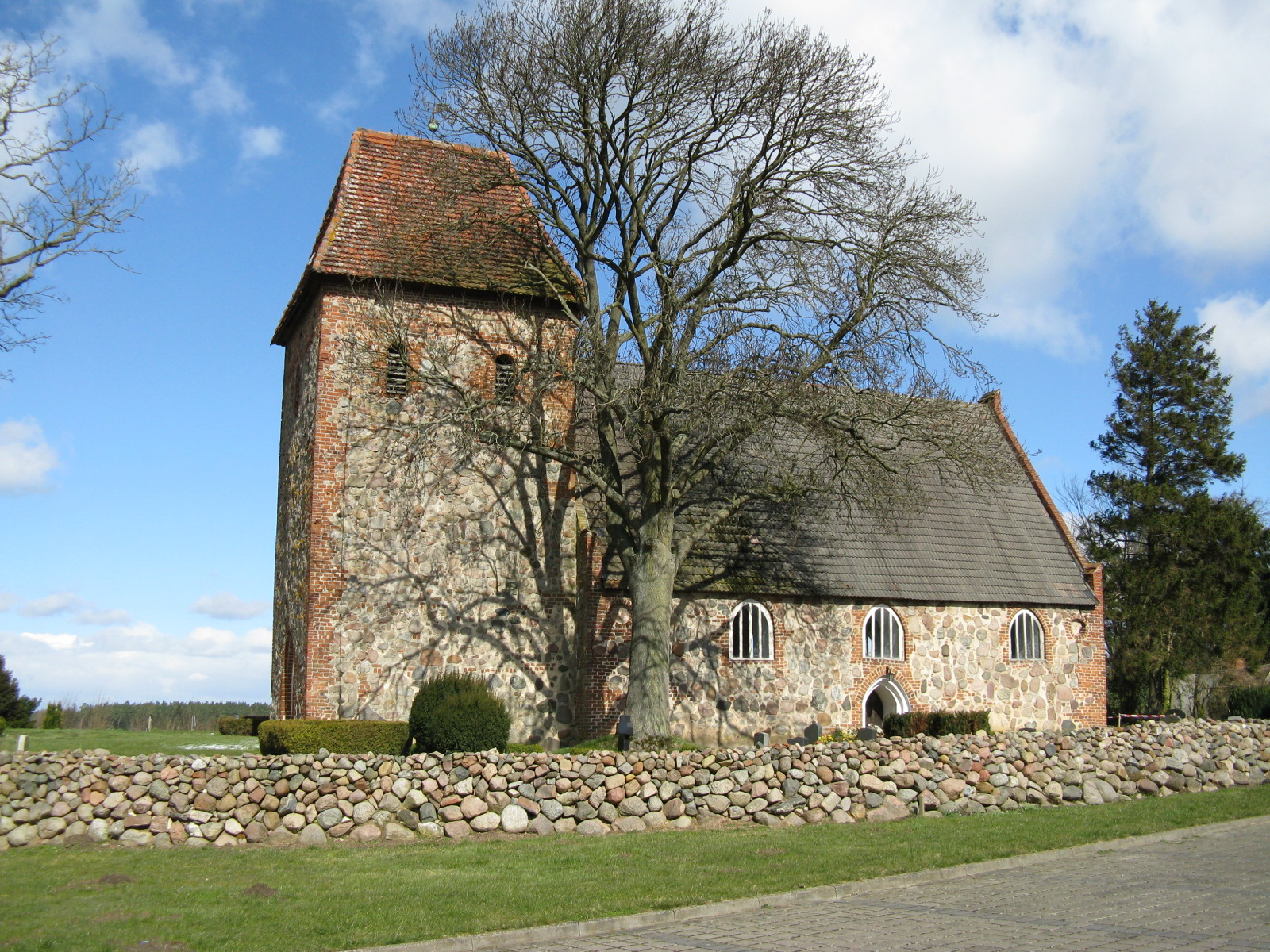
Dorfkirche Hohen Pritz, 2012

Die Dorfkirche Hohen Pritz ist eine mittelalterliche Feldsteinkirche in Hohen Pritz im Nordosten des Landkreises Ludwigslust-Parchim in Mecklenburg-Vorpommern.

## Geschichte
Hohen Pritz wurde urkundlich 1256 als Pritutsen erwähnt, als Fürst Pribislaw II. von Parchim-Richenberg seinem Kaplan Jordan die Pfarre zu Wamckow mit der Tochterkirche Hohen Pritz verlieh. 1346 soll ein Iwan von Below in Hohen Pritz Pritzen Maiori gelebt haben. Ende des 16. Jahrhunderts bis Mitte des 17. Jahrhunderts saßen die von Bülow im Dorf, danach folgte Johann Lüder von Dessin.
Nach sieben Jahren Vakanz und Aushilfe durch die Mestliner Pastoren kam 1665 der Lübecker David Schösser als Pastor nach Hohen Pritz. Schon nach zwei Jahren wurde er vom Amt suspendiert und 1669 wegen Widersetzlichkeit abgesetzt. Danach war er Schulmeister in Goldberg. Während seiner Amtszeit hatte sich am 28. Juli 1668 in Hohen Pritz ein erbärmlicher Vorfall zugetragen. Während der Ernte hatte der Mäher Hans Schünecke mit der Sense einen Schweden totgehauen. Für diese gottlose Tat wurde Schünecke am 11. August 1668 mit dem Schwert gerichtet und ohne Gesang und Klang an der Friedhofsmauer begraben.
1698 erhielt der königlich dänische Hofmeister Klaus Hartwig von Parkentin den Lehnsbrief über Hohen Pritz, Bolz, Ruchow, Dinnies und Schlowe. Von Parkentin schloss 1728 mit dem Glashüttenmeister Christian Friedrich Gundlach einen Vertrag zur Anlegung einer Glashütte nahe Hohen Pritz auf zehn Jahre ab.
Am 29. Juni 1730 ließ Jobst Hinrich von Bülow auf Woserin als Provisor des Klosters Dobbertin die Glashütte bei Hohen Pritz überfallen. Es kam dabei zu Gewalttätigkeiten, die in dem berühmten Glaskrieg ausarteten. 1766 gehörte das Dorf der Herzoglichen Kammer und ab 1849 zu den Großherzoglichen Hausgütern.
Nach dem Visitationsprotokoll von 1542 hatte bis zur Reformation die Kirchgemeinde schon eine wechselvolle Geschichte hinter sich. Durch die Jahrhunderte hindurch wechselten hier besonders oft die Zuständigkeiten. Im Mittelalter, von der Wamckower Kirche getrennt, war sie Filialkirche von Groß Niendorf. 1670–1706 war die Kirche wüst, hatte keinen Prediger und stand leer. Danach kam sie wieder zu Wamckow. 1750 vereinigten sich die Kirchgemeinden von Wamckow, Hohen Pritz und Groß Niendorf mit der Kirche zu Prestin.
Als Wamckow 1773 wieder eigenständig wurde, kam Hohen Pritz zur Kirchgemeinde in Demen, wo sie bis 1923 blieb. Von diesem Jahr an bis heute gehört die Kirchgemeinde Hohen Pritz zur Mestliner Pfarre.

## Baugeschichte

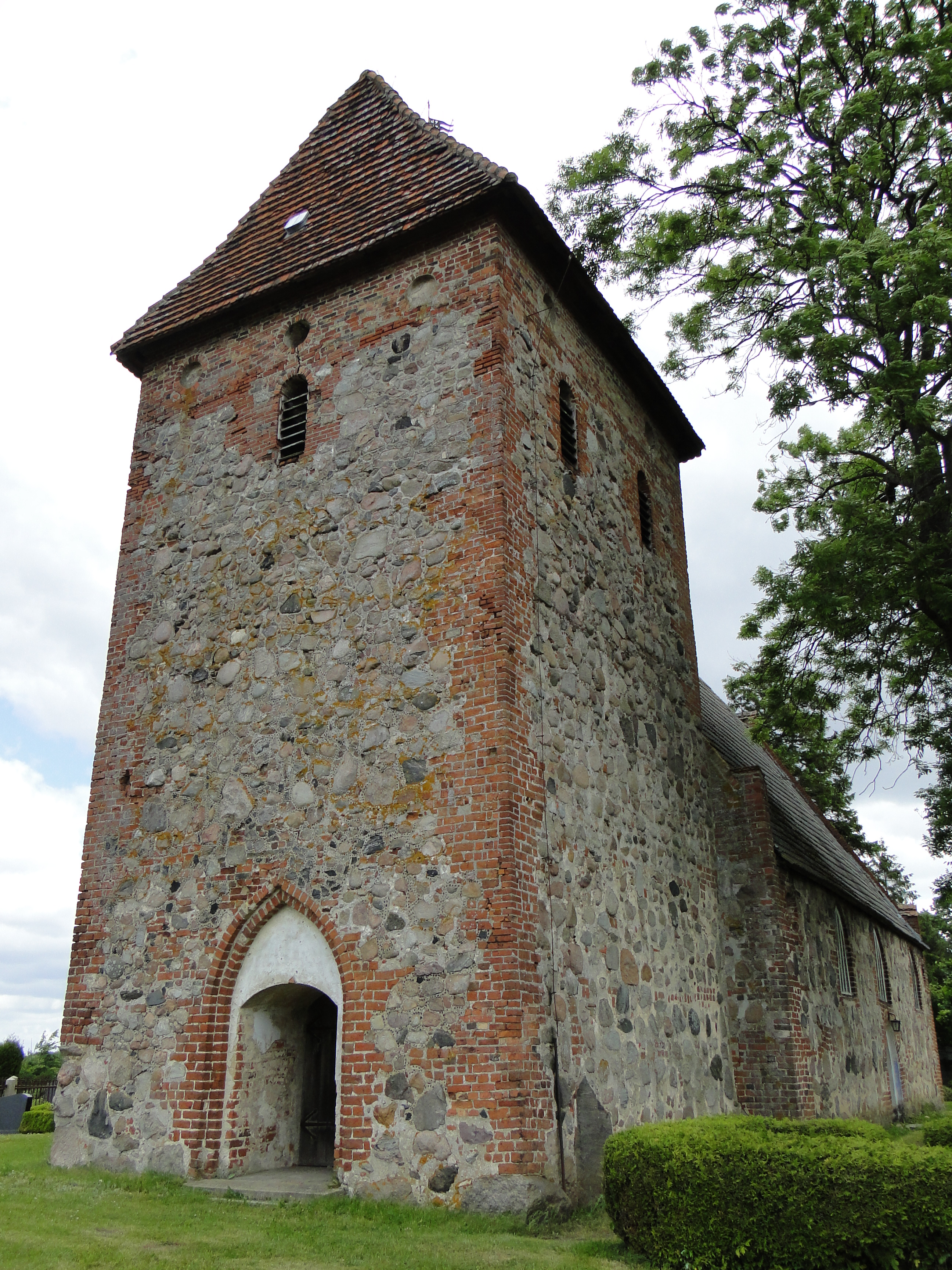
Kirchturm, 2012

### Äußeres
Die Kirche mit ihrem wuchtigen Westturm ist ein einfacher rechteckiger Feldsteinbau mit einem glatt abschließenden Ostgiebel aus dem 13. Jahrhundert. Der Dachstuhl über dem Kirchenschiff mit in handbebeilten Sparren ausgeführter Scherenkonstruktion wurde um 1230 errichtet. Bis 1817 hatte das Satteldach noch eine Mönch- und Nonnenziegeldeckung.

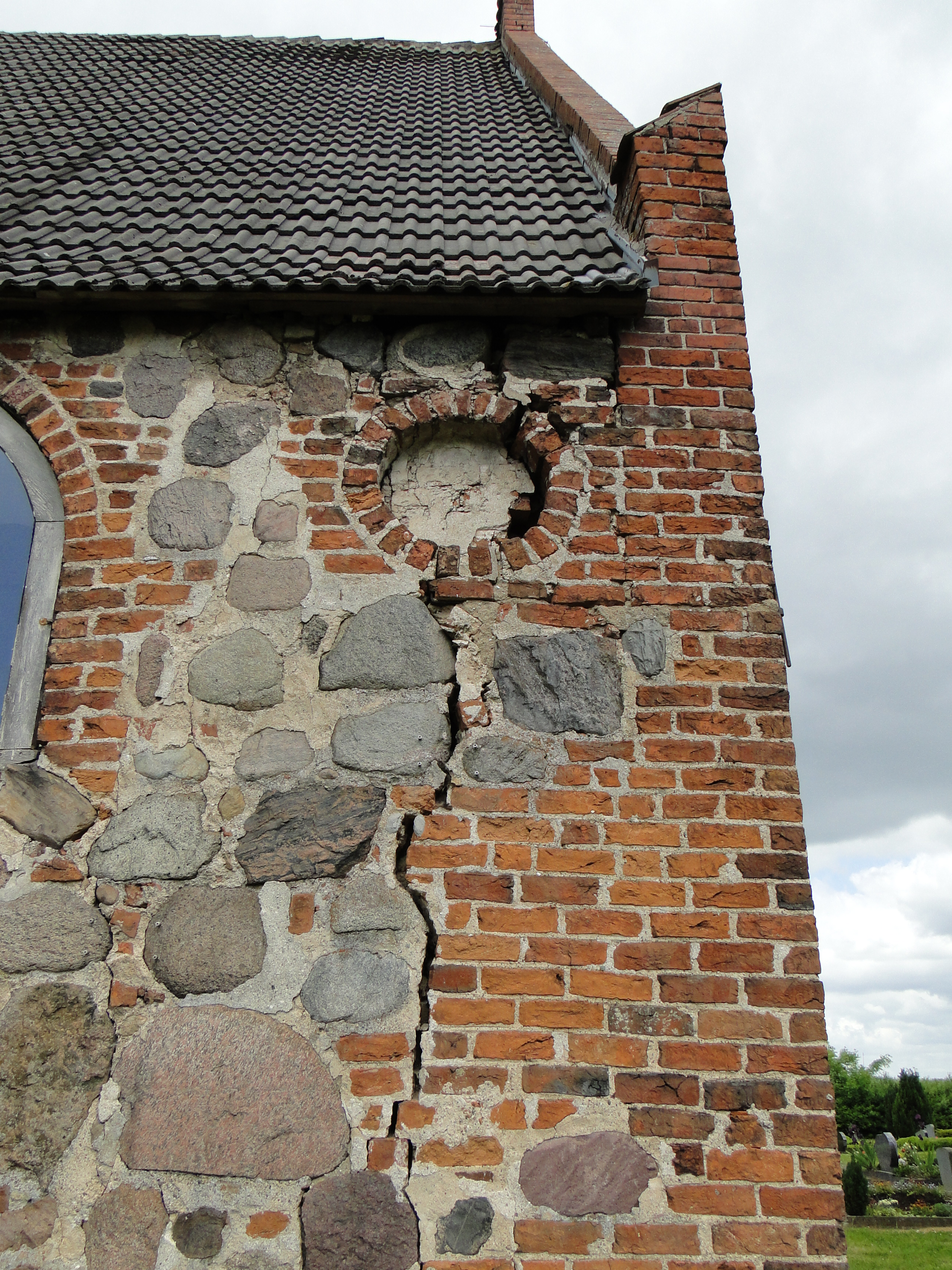
Blendoculi und Risse im Mauerwerk, 2012

Den längsrechteckigen fast 25 Meter hohen Kirchturm mit seinen 2,50 Meter dicken Mauern und dem Walmdach hatte man um 1515 an der Westseite der Kirche angesetzt. Für das Glockengeschoss wurden auf der Nord- und Südseite des Turmes je zwei Schallluken, auf der Westseite nur eine Luke eingebaut. Darüber befinden sich als Schmuckelemente drei gemauerte Oculinischen, die als Augen gedeutet werden sollen.
Links und rechts des spitzbogigen Eingangsportals befinden sich in den Klosterformatziegeln ausgeschabte, zwei bis drei Zentimeter große Rundungen. Den Überlieferungen nach soll im 14. Jahrhundert das ausgeschabte Steinmehl den Wundtätern als Zaubermittel gegen Verhexung und Verwünschungen bei Krankheiten gedient haben. Die drei spitzbogigen Fensteröffnungen an der Nord- und Südfassade bieten nur wenig Lichteinfall in das Kircheninnere. An der 1,50 Meter dicken Feldsteinmauer des Ostgiebels sind über dem Deutschen Band als Zahnfries sechs gestaffelte Blenden in Ziegelmauerwerk ausgeführt worden. Dicht unter dem spitzbogigen Mittelfenster befindet sich eine rundbogige Nische, etwas oberhalb wird der Giebel durch zwei Oculinischen als runde Augen aufgelockert. 1744 wurde der Turm mit Holzschindeln neu eingedeckt. Nach mehreren Sturmschäden erfolgten 1824–1828 durch den Crivitzer Maurermeister Schwarz umfassende Reparaturen am Kirchendach und Mauerwerk. 1827 mussten auch die vom Sturm eingedrückten Kirchenfenster erneuert werden. 1862 und 1880 waren weitere Reparaturen notwendig. 1928 wurde das gesamte Kirchendach mit Biberschwanzziegeln umgedeckt, wie auf einer Inschrift im Dachstuhl vermerkt. 1946 und 1947 konnten wegen fehlendem Glas und fehlender Dachziegel die Sturmschäden nicht behoben werden. Zum Jahresende 1975 zerstörte ein Orkan größere Teile des Kirchendaches. Erst fünf Jahre später wurde mit den Reparaturarbeiten begonnen. Nach dreijährigem Gerichtsstreit mit dem Dachdecker erfolgte im August 1981 die komplette neue Dacheindeckung mit den heute noch vorhandenen grauen Betondachziegeln. Dabei verschwanden alle noch brauchbaren Biberschwanzziegel spurlos.
Seit Jahren verschlimmerten sich die Bauschäden am Mauerwerk sowie die Feuchteschäden am Dachstuhl und an der Holzbalkendecke. Starke Risse klafften am Ostgiebel und am Turm. Seit August 2016 wurden der Dachstuhl erneuert und das Satteldach mit neuen Dachziegeln eingedeckt. 2018 und 2019 wurden dann der Ostgiebel gesichert und saniert und danach das Kirchendach teilweise erneuert. Im Frühjahr 2020 wurde durch die Gerüstbaufirma Klein aus Grevesmühlen der Turm eingerüstet und durch die Bausanierungsfirma Stolpmann aus Pinnow das Mischmauerwerk aus Feld- und Ziegelsteinen saniert. Nach der Erneuerung des Dachstuhls wurde das Turmdach von der Crivitzer Dachdeckerfirma Krüger mit Biberschwanzdachziegeln eingedeckt und Ende November 2020 die neue Wetterfahne mit der Kugel im Beisein des Mestliner Pastors Kornelius Taetow aufgesetzt. Die Wetterfahne mit der vergoldeten Kugel und dem Kreuz fertigte der Metallrestaurator Thomas Fischer aus Mühlen Eichsen.

### Inneres

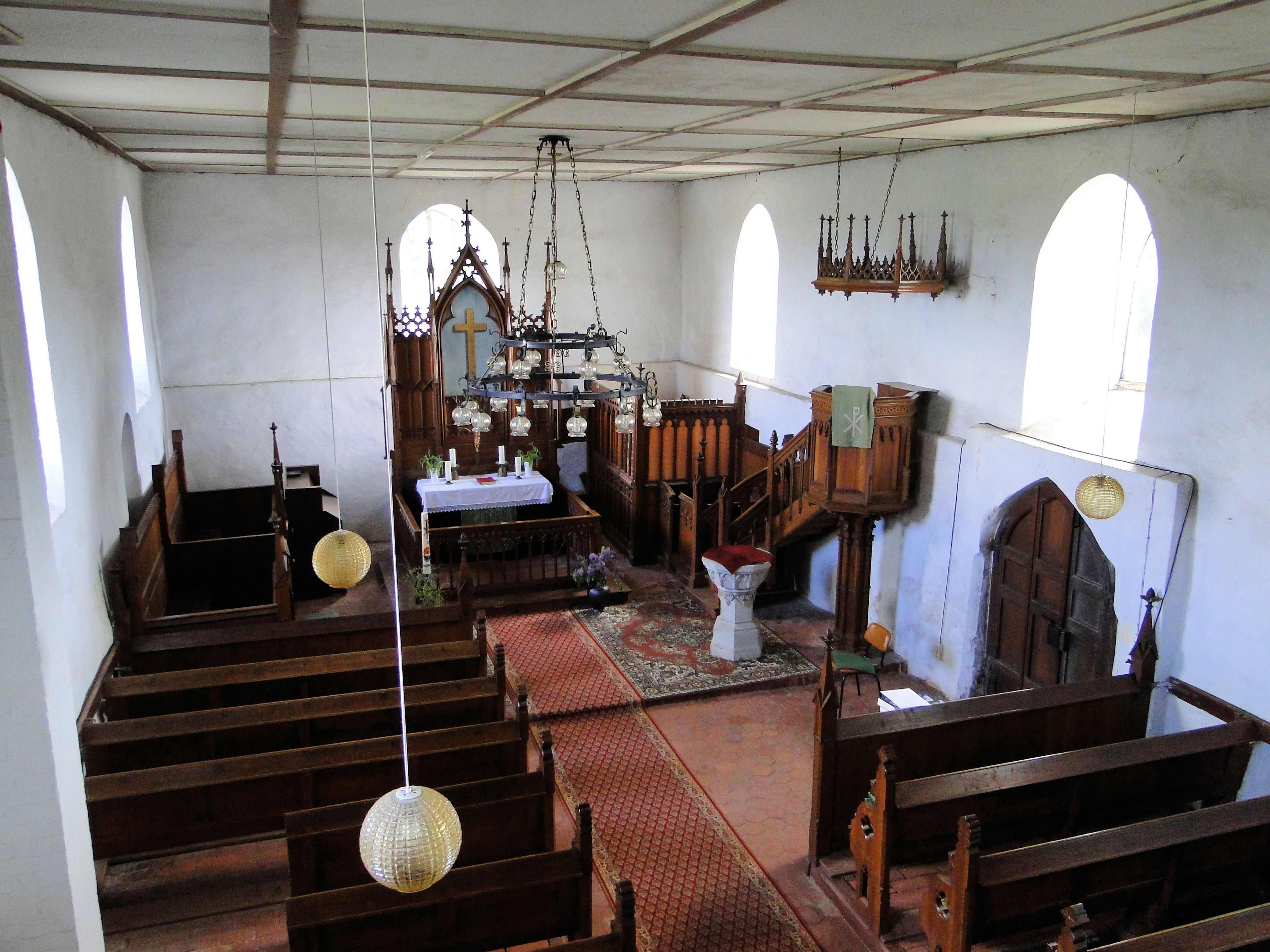
Innenraum, 2012

Der rechteckige Kirchenraum von 15,50 Metern Länge und 9,25 Meter Breite hat mit seiner flachen Holzbalkendecke eine Raumhöhe von fünf Metern.
Der Fußboden wurde 1834 mit 1500 Mauerziegeln ausgelegt, die heute noch erhalten sind. Nach der neugotischen Innenausstattung konnte die Kirche am 23. Oktober 1887 wieder geweiht werden. Aus dieser Zeit stammen noch die Holzausstattungen, wie das Gestühl, die Türen, die Orgelempore, der Altar, der Sakristeiverschlag und die Kanzel. Die Handwerker sind nicht bekannt. 1951 erhielt die Kirche einen neuen Innenraumanstrich. Durch die seit 1976 nicht beseitigten Sturmschäden stürzten 1986 Teile der morschen Holzdecke ein. 1987 wurde die heute noch vorhandene provisorische Unterdecke angebracht. Dabei erhielt die Kirche erstmals einen Stromanschluss und der Innenraum sieben elektrische Lampen und zehn Heizkörper aus alten Reichsbahn-Waggons.
Der Altar besteht aus einer einfach gestalteten Wand mit einem großen aufgemalten Kreuz. Für den 1901 durch Franz Reinecke aus Hannover beschafften und in den Jahren verschwundenen Taufstein besorgte 1994 Pastor Jens Krause aus einem Privathaushalt den heutigen Taufstein. Es wurde dort als Blumenkübel genutzt.

#### Orgel

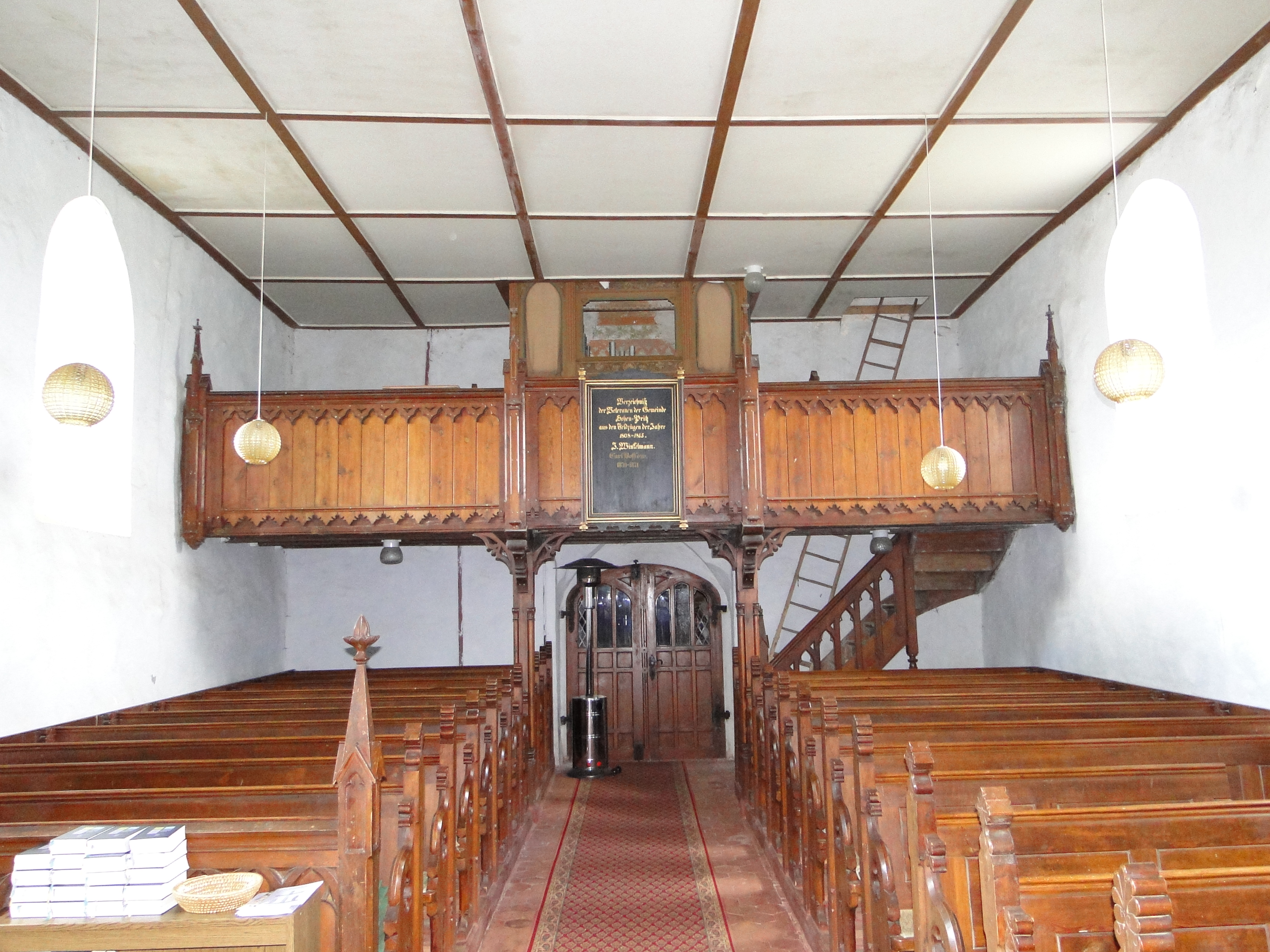
Blick auf die Orgelempore, 2012

Die Orgel (vier Register, ein Manual, angehängtes Pedal) wurde 1894 vom Orgelbauer Julius (Ludwig Ernst Wilhelm) Schwarz aus Rostock erbaut und am Pfingstsonntag 1894 eingeweiht.
1949 erfolgte eine Reparatur der beschädigten Orgel. Seit Jahren befindet sich die Schwarz-Orgel in einem völlig desolaten Zustand und ist nicht spielbar. Als Ersatz gibt es ein aus dem 19. Jahrhundert stammendes Harmonium aus Kanada.

#### Glocken
Der Glockenstuhl mit der Unterkonstruktion im zweiten Turmgeschoss hatte man nach 1699 errichtet. Die Eichenbalken wurden in diesem Jahr geschlagen. Im Turm hingen zwei Glocken. Die größere hatte keine Inschrift, dafür zwei Gießerzeichen. Im Ersten Weltkrieg musste eine Glocke abgeliefert werden. Der Neuguss erfolgte 1926 durch den Erfurter Meister Stoermer. Die Inschrift lautet: Im Krieg verloren, in Notzeit geboren, Ehre sei Gott in der Höhe. Hohenpritz,  Kukuk 1926 Goss mich Meister Stoermer zu Erfurt.
Die finanzschwache Kirchgemeinde war monatelang mit der fälligen Bezahlung der neuen Glocke im Rückstand. 1943 wurde eine als nicht wertvoll eingestufte Glocke (4/26/19 A) durch die Kreishandwerkerschaft der Reichsstelle für Metalle zu Kriegszwecken abgenommen und in Hamburg auf dem Glockenfriedhof eingeschmolzen. Diese wurde 1852 durch Peter Martin Hausbrandt in Wismar gegossen.

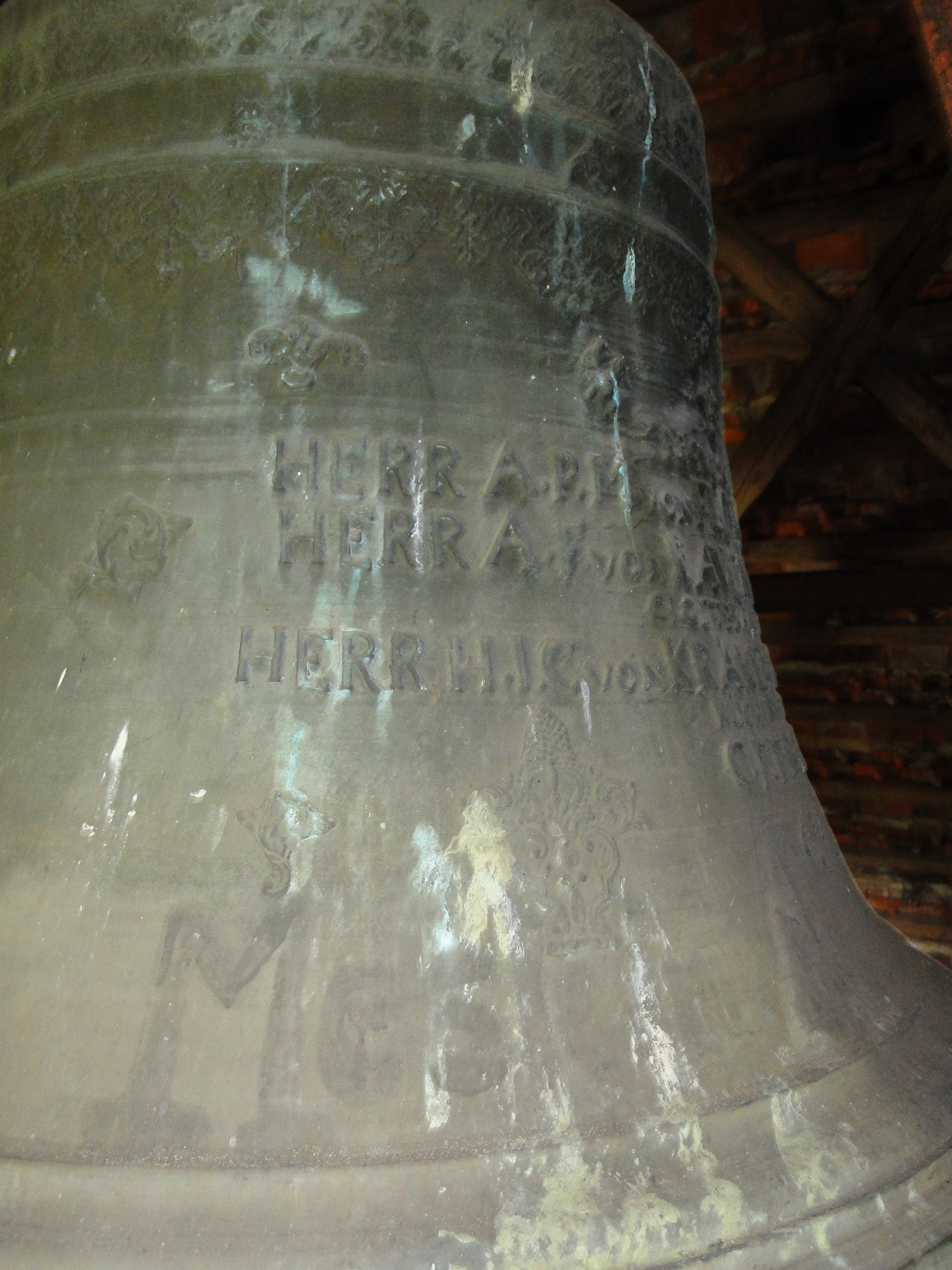
Glocke von 1776

Die durch den Rostocker Glockengießer Johann Valentin Schultz 1776 für die Mestliner Kirche gegossene Glocke kam 1989 von Mestlin nach Hohen Pritz. Vormals ohne Inschrift und Jahreszahl, bekam sie beim Einläuten in Mestlin einen starken Riss, verlor an Klang und wurde durch Mestliner Bauern nach Rostock zum Umguss und zurück transportiert. Die Inschrift lautet: Provisores Herr A. P. M. von Flotow auf Preetz, Herr A. F. von Raven auf Golchen, Closterhauptmann Herr H. I. C. von Krakevitz auf Briggow, Küchenmeister C. F. F. Friese SOLI DEO GLORIA Pastor Johann Clamor Buchholz, Juraten Joachim Christoffer Sommer, Johann Soldwedel, Me Fecit J. V. Schultz Rostoch II Anno 1776.

## Pastoren
Namen und Jahreszahlen bezeichnen die nachweisbare Erwähnung als Pastor.
- erwähnt 1256 Kaplan Jordan (mit Pfarre Wamckow)[1]
- erwähnt 1555 Caspar Mester
- erwähnt 1577 Daniel Mester (Sohn von C. Mester)
- erwähnt 1594 Joachim Köneke
- 1646–1648 Johann Sehusen (Seehausen)
- 1650–1652 Detlov Preen (1651 Pastor in Karbow)
- 1653–1658 Johann Krüger
- 1665–1669 David Schösser wurde wegen Widersetzlichkeit vom Amt suspendiert.
- 1674–1705 Andreas Petrie, seit 1688 in Mestlin und Ruest.[17]

## Heutige Kirchengemeinde
Die Evangelisch-Lutherische Kirchengemeinde Hohen Pritz gehört seit 1923 zur Kirchengemeinde Mestlin. Diese umfasst die Orte Dinnies, Groß Niendorf mit Kirche, Hohen Pritz mit Kirche, Klein Pritz, Kukuk, Mestlin mit Kirche, Mühlenhof, Ruest mit Kirche und Vinfow. Mestlin ist mit der Kirchgemeinde Kladrum und der Kirchengemeinde Techentin verbunden. Mit ihren insgesamt neun Dorfkirchen gehören sie zur Propstei Parchim im Kirchenkreis Mecklenburg der Nordkirche. Gottesdienste finden 14-täglich statt.

### Gedruckte Quelle
- Mecklenburgisches Urkundenbuch (MUB)
- Mecklenburgische Jahrbücher (MJB)

### Ungedruckte Quellen
Landeshauptarchiv Schwerin (LHAS)
- LHAS 2.12-3/2 Klöster und Ritterorden, Nr. 120
- LHAS 2.12-3/4 Kirchen und Schulen Specialia Nr. 12102
- LHAS 3.2-3/1 Landeskloster Dobbertin, 7.35.6

Landeskirchliches Archiv Schwerin (LKAS)
- LKAS, OKR Schwerin, Specialia, Abt. 2, Nr. 288
- LKAS, OKR Schwerin, Pfarrarchiv Demen mit Hohen Pritz
- LKAS, OKR Schwerin, Patronatsbauakten, Bauten und Reparaturen an geistlichen Gebäuden, Hohen Pritz 1868–1936

Otto-Friedrich-Universität Bamberg
- Schadensdokumentation, Baugeschichte, Denkmalpflege zur Kirche Hohen Pritz, 1998